# Твердохліб Олег Анатолійович
Оле́г Анато́лійович Твердохлі́б (3 березня 1968, м. Руставі, Грузинська РСР — 17 квітня 2017, Луцьк, Волинська область, Україна) — український військовослужбовець, старший прапорщик Збройних сил України, доброволець батальйону «Айдар», десантник. Учасник російсько-української війни, голова громадської спілки «Спілка воїнів АТО Волині», кавалер ордена «За мужність» III ступеня.

## Біографія
Народився в грузинському місті Руставі. У шкільні роки займався плаванням і парашутним спортом, кандидат у майстри спорту. Закінчив Руставський політехнічний технікум за спеціальністю «Обладнання заводів чорної металургії», працював майстром цеху РМЗ, технік-механік.
З 1988 року протягом 10 років проходив військову службу, в Німеччині та в Україні, у Луцьку. 1998 року звільнений в запас у званні старшого прапорщика за вислугою строку служби.
З грудня 1998 року працював бригадиром вантажником транспортної дільниці ЗАТ «Хелс» (м. Луцьк), очолював профспілку. З березня 2005 працював у Державній службі України з надзвичайних ситуацій, на посадах старшини, начальника електро-лабораторії, коменданта Управління ДСНС України у Волинській області. 2011 року вступив до Луцького національного технічного університету на спеціальність «Галузеве машинобудування». З квітня 2014 року — пенсіонер УДСНС України.
На початку 2014 року долучився до луцької Самооборони, патрулював вулиці, разом з товаришами їздив до Харкова на підмогу харківській Самообороні, яка протистояла проросійським силам. Після цього добровольцем пішов у батальйон територіальної оборони Луганської області «Айдар» (пізніше переформатований у 24-й окремий штурмовий батальйон «Айдар»), — старшина 1-го взводу, командир взводу «Динозавр», заступник командира 2-ї штурмової роти «Захід». Підрозділи під командуванням Олега Твердохліба брали участь у звільненні 15 населених пунктів Луганської області, допомагали звільняти Луганський аеропорт, 25 серпня у бою біля Малої Вергунки знищили терористичну групу «Гюрза». Мав п'ять тяжких і два легких поранення, контузію.
20 лютого 2015 року призначений головним сержантом десантно-штурмової роти 5-ї батальйонно-тактичної групи 81-ї окремої десантно-штурмової бригади. Воював на Донеччині. У жовтні 2015 звільнений в запас з посади заступника командира 3-ї десантно-штурмової роти 5-ї БТГр за станом здоров'я (внаслідок контузії захворів на рак правої привушної слизової залози).
Після повернення додому активно займався громадською роботою, став Головою громадської спілки «Спілка воїнів АТО Волині», входив до складу громадської ради при Волинській ОДА.
Помер о 7:00 17 квітня 2017 року внаслідок тривалої онкологічної хвороби. Похований на міському кладовищі Луцька у селі Гаразджа, на Алеї почесних поховань. В Луцьку було оголошено день жалоби.
Залишились дружина, донька-студентка та син 2004 р.н.

## Нагороди та звання
Указом Президента України від 23.08.2018 № 239/2018, за особисту мужність і самовіддані дії, виявлені у захисті державного суверенітету та територіальної цілісності України, нагороджений орденом «За мужність» III ст. (посмертно).
7 вересня 2017 рішенням Волинської обласної ради присвоєне звання «Почесний громадянин Волині».

## Вшанування пам'яті
6 грудня 2017 року у приміщенні Луцького НТУ відкрили пам'ятні дошки загиблим колишнім студентам університету Олегу Твердохлібу, Максиму Гринчишину та Олександру Войчуку.